# Труднейший в мире ремонт
Труднейший в мире ремонт — программа на телеканале National Geographic Channel. Это американское реалити-шоу, вышло в эфир 28 сентября 2008 года. Телеведущий — Шон Райли, участвует в различных труднейших ремонтах и реконструкциях очень большого или опасного оборудования. Райли является экспертом в масштабном монтаже и работает с другими специализированными инженерами. Первый сезон из 8 эпизодов вышел в эфир начиная с 26 сентября 2008 года. Второй сезон из 8 эпизодов вышел в эфир начиная с 4 июня 2009 года. Третий сезон из 7 эпизодов появился в эфире, начиная с 6 мая 2010 года. Четвертый сезон запланирован на 30 сентября 2010. Первый сезон на DVD содержит 10 эпизодов, из которых 2 вышедших в эфир во 2 сезоне. Второй сезон DVD содержит 11 эпизодов, из которых 5 из 3 сезона.

## Сезон 1
- «Ядерная турбина» —  Susquehanna Steam Electric Station
- «Боинг-767» — ремонт авиалайнера авиакомпании Air Seychelles
- «Под высоким напряжением»
- «38-ми тонный двигатель» — двигатель DCV Balder
- «Гигантский телескоп» — Very Large Telescope
- «2000-футовая вышка» — телевизионная антенна высотой 609,2 метра в Южной Дакоте
- «Операция "Круизный лайнер"» — установка 320 тонного дизель-генератора на круизном лайнере Radiance of the Seas
- «Перекрытие трубопровода» — ремонт нефтепровода на Аляске

## Сезон 2
- «NSS-9» — Гвианский космический центр
- «Трансаляскинский нефтепровод» (DVD-S1)
- «Гигантский ветряк» — Род-Айленд
- «50-тонный руль» — Кюрасао
- «Баржа реки Миссисипи»
- «Солнечная башня» — о строительстве солнечной электростанции СТЭС Сиерра
- «Плотина на реке Колумбия»
- «Мирный атом» — Большой адронный коллайдер

## Сезон 3
- «Роки-Маунтин-Оснастка» — подъёмник в Коди, Вайоминг (DVD-S2)
- «Мост» — Великобритания
- «Ремонт в Вегасе» (DVD-S2)
- «Экстремальная высота» (DVD-S2)
- «Круизный лайнер» (DVD-S2)
- «Час-пик» — Филадельфия
- «Мост на скорую руку» (DVD-S2) — Сан-Франциско — Окленд Бэй-Бридж

## Сезон 4
- «Спасение на Аляске» или «Аляска» — вызволение севшего на мель рыболовецкого судна Ocean Clipper у острова Святого Павла в Беринговом море.
- «Замена гигантской антенны» или «Техасская телебашня» или «Техас» — демонтаж старой аналоговой телевизионной антенны в Сан-Антонио, штат Техас.
- «Реанимация самолётов»
- «Мост между небоскребами» или «Солт-Лейк-Сити» — установка моста между двумя зданиями в центре Солт-Лейк-Сити.